# Juscelino Kubitschek (Santa Maria)
Juscelino Kubitschek est un quartier de la ville brésilienne de Santa Maria, Rio Grande do Sul. Le quartier est situé dans district de Sede.

## Vilas
Le quartier possède les vilas suivantes : Conjunto Habitacional Santa Marta, Juscelino Kubitschek, Vila Caramelo, Vila Jóquei Clube, Vila Martelet, Vila Prado, Vila Rigão.

## Situation

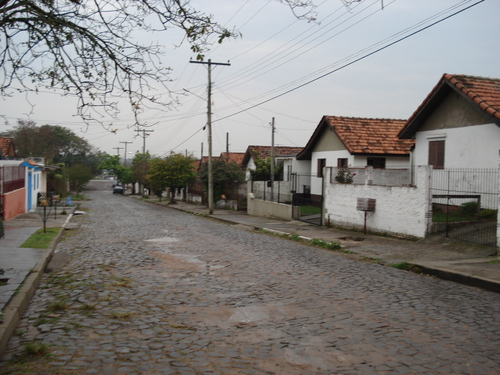
Une vue du quartier.